# Lady Pank
Lady Pank é uma banda de rock da Polônia formada na cidade de Breslávia em 1981.

## Integrantes
- Jan Borysewicz - guitarra, vocal (1981)
- Janusz Panasewicz - vocal (1982)
- Kuba Jabłoński - bateria (1994)
- Krzysztof Kieliszkiewicz - baixo (1994)
- Michał Starski - guitarra (2001)

## Discografia
- Lady Pank (1983)
- Ohyda (1984)
- Drop Everything (1985) MCA Records
- LP 3 (1986)
- O dwóch takich, co ukradli Księżyc cz. I (1986)
- O dwóch takich, co ukradli Księżyc cz. II (1987)
- Tacy sami (1988)
- Zawsze tam, gdzie ty (1990)
- Lady Pank '81-'85 (1992)
- Nana (1994)
- "Mała wojna" akustycznie (1995)
- Ballady (1995)
- Gold (1995)
- The Best of Lady Pank (1990)
- Międzyzdroje (1996)
- Zimowe graffiti (1996)
- W transie (1997)
- Łowcy głów (1998)
- Koncertowa (1999)
- Złote przeboje (2000)
- Nasza reputacja (2000)
- Besta Besta (2002)
- The Best - "Zamki na piasku" (2004)
- Teraz (2004)
- Strach się bać (2007)
- Maraton (2011)
- Miłość i władza (2016)